# 1471
1440. је била проста година.

## Догађаји
- Вук Бранковић је именован за деспота Србије и добио је велике поседе на подручју данашње Војводине, који су некад били својина деспота Ђурђа: Купиник (Купиново), Сланкамен, Беркасово (Деспотски шанац), Бечкерек (Зрењанин), Деспотов Брод (Славонски Брод - тврђава Вуковац), Бијелу Стијену и друге.

### Април
- 14. април — Снаге јоркиста под командом Едварда IV су у бици код Барнета поразили ланкастерску војску, убивши при том Ричард Невила, грофа од Ворика.

## Рођења

### Јануар
- 21. мај — Албрехт Дирер, немачки сликар. (†1528)